# Per-Thorsten Hammarén

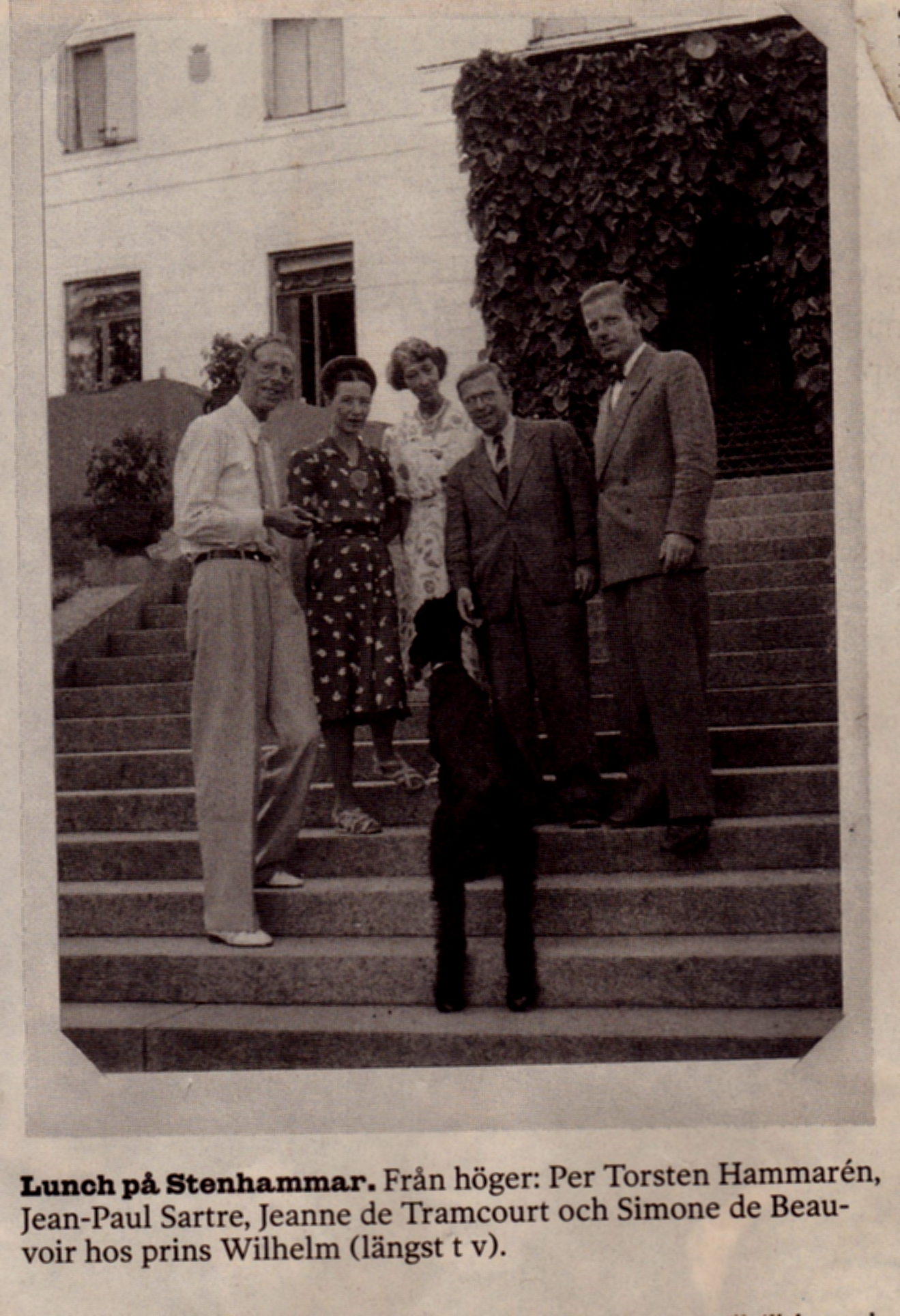
Lunch på Stenhammar slott. Från höger: Per-Thorsten Hammarén, Jean-Paul Sartre, Jeanne de Tramcourt, Simone de Beauvoir och Prins Wilhelm.

Per-Thorsten Hammarén, född 23 november 1911 i Stockholm, död 14 april 2008 i Kungsholms församling i Stockholm, var en svensk teaterförläggare. Han var son till teaterchefen Torsten Hammarén och skådespelaren Anna Hammarén, samt bror till konstnären Carl-Erik Hammarén och författaren Carl Hammarén.
Per-Thorsten Hammarén debuterade som skådespelare vid Göteborgs stadsteater 1934 i samband med teaterns invigningsföreställning Stormen, av Shakespeare, i regi av fadern Torsten Hammarén. Senare samma år spelade Per-Thorsten Hammarén huvudrollen i August Strindbergs Lycko-Pers resa, också på Göteborgs stadsteater.
Insatserna som skådespelare avslutades och Hammarén kom att ägna sig åt förläggaryrket, först i sällskap med Lars Schmidt. Tillsammans utgjorde de Lars Schmidt och Co. Hammarén fortsatte längre fram vid Arvid Englinds teaterförlag i Stockholm. Hammarén var med om att introducera Jean-Paul Sartre i Sverige, vars drama Flugorna via Hammarén fick premiär på Dramaten i regi av Alf Sjöberg 1945. Hammarén kom vidare att samarbeta med bland andra Stig Dagerman och bidrog till att dennes debutdrama Den dödsdömde sattes upp på Dramaten i Stockholm, i regi av Alf Sjöberg 1946. Ett samarbete med T.S. Eliot ledde fram till att dennes versdrama Släktmötet sattes upp 1948 på Dramaten, också i regi av Alf Sjöberg.
Per Thorsten Hammarén deltog 1940 som frivillig på Finlands sida i Vinterkriget.
Hammarén är begravd på Norra begravningsplatsen utanför Stockholm.